# Мадин (озеро)
Мадин (фр. Lac de Madine) — озеро во Франции.
Находится на северо-востоке страны в Лотарингии. Максимальная глубина составляет 14 м. Площадь зеркала озера составляет ~ 11 км². Площадь водосборного бассейна — 251 км². На озере имеется остров.
Озеро Мадин искусственного происхождения. Питается множеством мелких речек. Место привлекательно для туристов, известно среди любителей водных видов спорта и развлечений на воде. Из озера вытекает Рюп-де-Ма.